# Woldemar Richard Mazura
Woldemar Richard Mazura (29. prosince 1838 Žamberk - 3. června 1900 Žamberk) byl český obchodník, majitel vinárny, okresní starosta a amatérský fotograf. Jeho otcem byl Jan Ferdinand Mazura (1802–1873).

## Život
Se svým přítelem, profesorem Eduardem Albertem, spolupracoval W.R. Mazura na sbírání podkladů pro vydání knihy o dějinách Žamberska. Od 60. let 19. století se příležitostně věnoval portrétní a místopisné fotografii. Je autorem fotografie Václava F. Kumpošta zakladatele časopisu Vesmír. V letech 1898 - 1914 vedl ateliér jeho syn Valdemar Mazura (7. září 1880 - 4. dubna 1947), který produkci ateliéru rozšířil o vydávání pohlednic.

## Fotogalerie

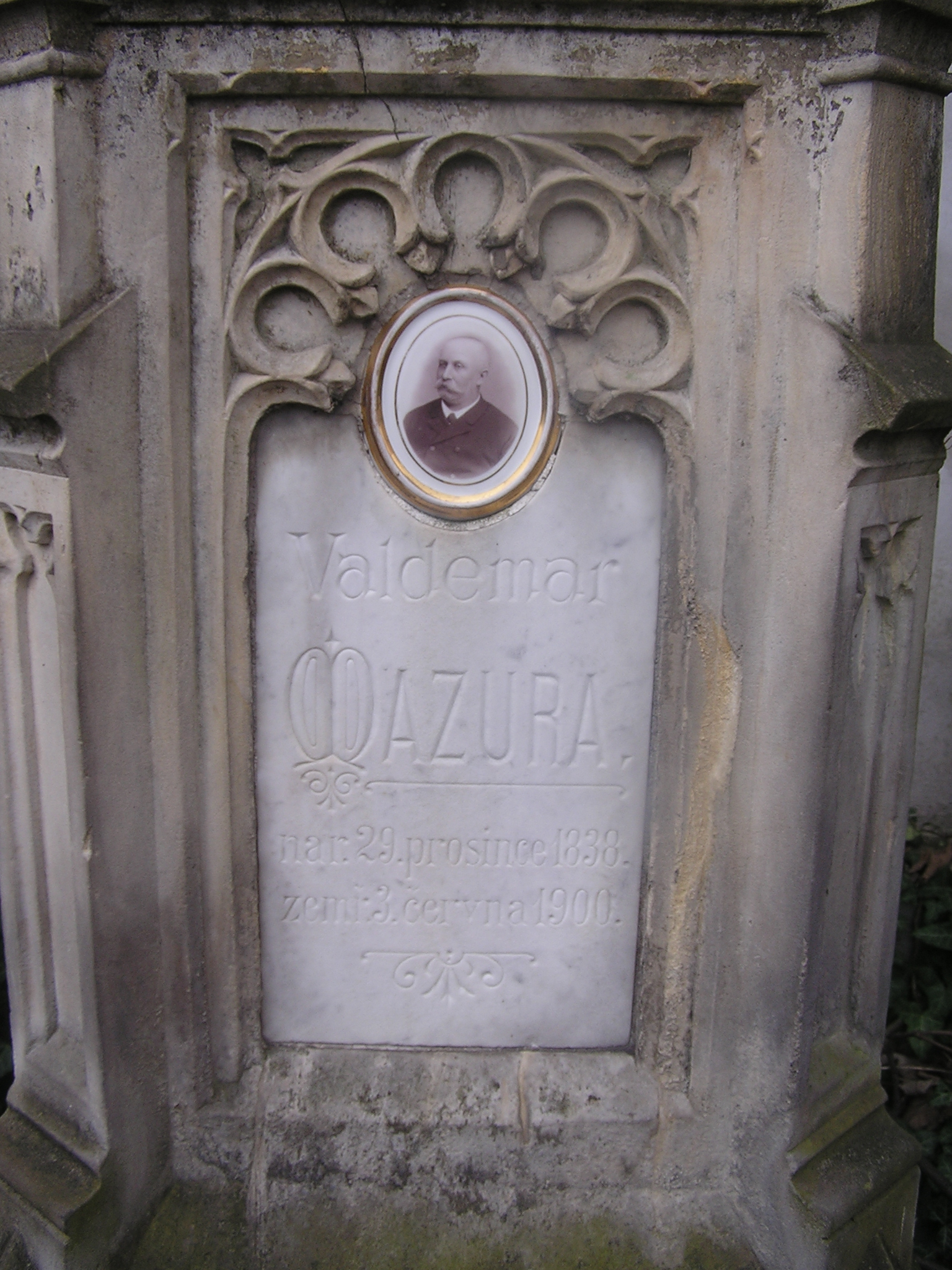
Náhrobek Valdemara Mazury 1838 - 1900
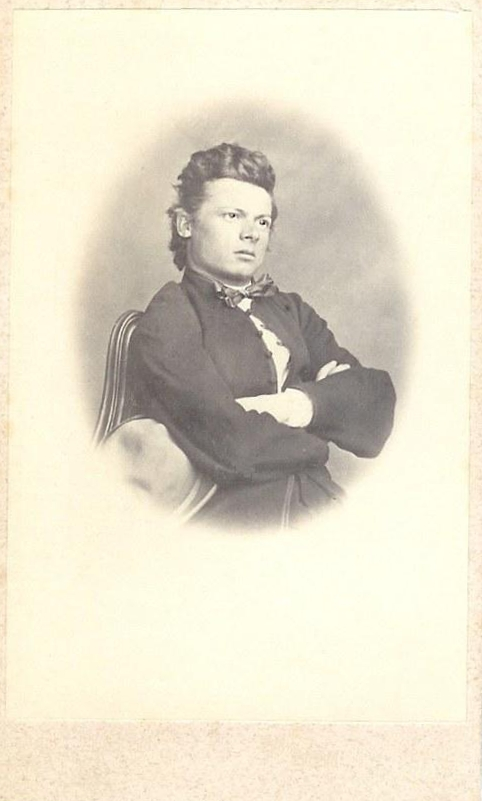
Portrét V.F. Kumpošta od W.R. Mazury